# Bertram Schulte
Bertram Schulte (* 19. Februar 1950 in Minden) ist ein deutscher Kulturpädagoge. Er war von 1992 bis 2010 Leiter des Mindener Stadttheaters. Bereits in den Jahren zuvor prägte er das kulturelle Leben der Stadt durch verschiedene Initiativen, darunter die Landeskulturtage Nordrhein-Westfalen (1987) und die Kunstaktion „Mindener Stadtmusikanten“ (1991).

## Leben
Nach der Schule absolvierte Schulte zwischen 1964 und 1967 eine Lehre als Maschinenschlosser beim Bahnbetriebswerk Westfalen in Minden. Nach erfolgreichem Lehrabschluss orientierte er sich neu und studierte in Bielefeld Erziehungswissenschaften mit Schwerpunkt Kulturpädagogik.
Schon während des Studiums engagierte sich Schulte in seiner Heimatstadt. 1983 war er Mitgründer des soziokulturellen Zentrums BÜZ Minden (Bürgerzentrum) in der ehemaligen Johanniskirche, das als Kultur- und Begegnungszentrum konzipiert wurde. Schulte war 1987 zudem maßgeblich an der Organisation der Landeskulturtage Nordrhein-Westfalen in Minden beteiligt. Dieses landesweite Kulturfestival brachte zahlreiche Künstler und lokale Kulturinitiativen zusammen. Im Rahmen dieser Veranstaltung entstanden verschiedene Kulturprojekte, wie die Skulptur „Keilstück“ von Wilfried Hagebölling. Schulte bezeichnete die Landeskulturtage später als „Initialzündung“ für Mindens Kulturszene, da erstmals viele Aktive vor Ort zusammenkamen und neue Spielstätten wie das „Kleine Theater am Weingarten“ entstanden.

## Theaterlaufbahn
Im Januar 1992 übernahm Bertram Schulte die Leitung des Stadttheaters Minden, die er bis zu seinem Ruhestand im September 2010 innehatte. Während seiner Amtszeit wurde das Programm des Stadttheaters um mehrere Abo-Reihen, eine Jugendreihe, drei Kinder-Abonnements sowie regelmäßige Sinfoniekonzerte und Sonderveranstaltungen erweitert. In den 2000er Jahren lag die Platzauslastung bei über 90 Prozent. Mit etwa 5000 Abonnenten war das Stadttheater ein regelmäßiger Anlaufpunkt für rund acht Prozent der Mindener Bevölkerung.
Dies wurde unter anderem durch die enge Zusammenarbeit mit externen Künstlern und Bühnen erreicht. So produzierte das Stadttheater eigene Musicals u. a. in Kooperation mit dem Schauspieler und Regisseur Jürgen Morche. Die Inszenierung des Musicals Der kleine Horrorladen (Little Shop of Horrors) wurde rund 150 Mal im gesamten deutschsprachigen Raum aufgeführt. Schulte ging auch strategische Partnerschaften ein, etwa mit dem Altonaer Theater in Hamburg, um qualitativ hochwertige Gastspiele nach Minden zu holen.
Ein weiterer Schwerpunkt seiner Arbeit lag auf Opernproduktionen. Schulte initiierte die Zusammenarbeit mit dem Richard-Wagner-Verband Minden und der Nordwestdeutschen Philharmonie. In diesem Rahmen wurden mehrere Opern inszeniert. Als erstes wurde 2002 Wagners Der fliegende Holländer (Regie: Holger Müller-Brandes) aufgeführt, gefolgt von Tannhäuser 2005 (Regie: Keith Warner) und Lohengrin 2009 (Regie: John Dew). Für diese Produktionen wurde ein Bühnenkonzept entwickelt, das den räumlichen Gegebenheiten des Stadttheaters Rechnung trug und zeigte, dass auch auf kleinen Bühnen anspruchsvolles Theater präsentiert werden kann.
Anfang September 2010 übergab Schulte die Leitung des Stadttheaters an seine Nachfolgerin Andrea Krauledat.

## Wirken
1991 initiierte Schulte die Kunstaktion „Die Mindener Stadtmusikanten“ zum Museumsfest des Mindener Museums. Dabei handelte es sich um eine Neuinterpretation des Bremer-Stadtmusikanten Märchens, bei der der Ausgangspunkt der Märchentiere nach Minden an die historische Schiffsmühle an der Weser verlegt wurde. Schulte begründete diese Adaption mit der Tradition von Volksmärchen, deren Handlungsorte je nach Erzählkontext variieren.
Als Theaterleiter legte Schulte großen Wert auf bürgerschaftliches Engagement und Vernetzung. Durch die Zusammenarbeit mit dem Richard-Wagner-Verband, insbesondere dessen Vorsitzenden Jutta Hering-Winckler, konnte das Stadttheater – sonst vorwiegend ein Gastspielhaus – auch eigene größere Produktionen realisieren. Das Modell, kostenintensive Opern mithilfe eines Fördervereins und privater Spenden zu finanzieren, wurde in überregionalen Medien als beispielhaft hervorgehoben. So berichtete Der Spiegel 2005 über den „Triumph des Bürgers über die verwaltete Kultur“ in Minden, wo engagierte Bürger mit viel Eigeninitiative und privatem Geld eine viel beachtete Wagner-Inszenierung auf die Beine stellten. Schulte wurde zu einer prägenden Figur des Mindener Kulturlebens. Für sein Engagement erhielt er im September 2010 den regionalen Kulturpreis „Stern der Woche“ der Neuen Westfälischen.
Seit seinem Ausscheiden aus dem Theaterdienst engagiert sich Schulte weiterhin kulturell. Er ist im Kunstverein „Raum für Kunst Minden“ aktiv und wirkt als Jurymitglied des regionalen Kulturpreises „WWKULTURPREIS“. Darüber hinaus gehört er zu den Initiatoren der Bürgerenergie Mühlenkreis eG, einer Genossenschaft für nachhaltige Energiegewinnung im Kreis Minden-Lübbecke.